# Чаршија у Фочи
Чаршија у Фочи представља историјско језгро града Фоче који се налази у Републици Српској. Чаршија је споменик културе који има велики историјски значај за овај град и високу амбијенталну вриједност у погледу њене просторне композиције. Карактерише је концентрација монументалних објеката, појединачних архитектонских акцената чија архитектонска вриједност није посебно велика, али је њихов распоред такав да пружа могућност јасног дефинисања урбане композиције града.

## Историјски аспект
Језгро средњовјековне Фоче развило се у дијелу који затвара Дрина са Ћехотином. То подручје је постало и језгро каснијег града насталог у османском периоду. Тај дио Османлије су назвале Ортакол. У том дијелу је саграђена и прва и најстарија фочанска џамија, а недалеко од ње и први дућани — основ будуће чаршије. Као и код осталих насеља насталих за вријеме османске владавине, видљива је подјела града на зоне, и то: трговачко-занатски, пословни и стамбени дио. Такав територијални распоред Фоча је задржала до данас.
Фочанска чаршија се формирала на неравном падинском терену и у изломљеној линији, што показује да се прилагодила затеченом стању, тј. да се формирала дуж средњовјековног транзитног пута. Најзначајнији дио чаршије је био трг — Пазариште, који се налази испод Цареве џамије. Овај трг није значајније промијенио свој изглед у односу на средњовјековни облик. Трг је велике површине, неправилног, зракастог облика и формиран је на терену с нагибом према Ћехотини са седам околних улица које се састају на том простору из различитих дијелова града. Сходно својој намјени, у каснијим периодима, постао је сајмени трг и још касније пијаца.

## Дијелови чаршије
Комплетна фочанска чаршија се састоји од три дијела: Доње, Пријеке и Горње чаршије које чине јединствен архитектонски дефинисан склоп.
Пријека чаршија, која је и данас задржала своје име, формирала се у улици која води од трга према сјеверозападу, до Сахат-куле, гдје се ломи готово под правим углом и наставља даље према југу. Овај дио чаршије од Сахат-куле се назива Горња чаршија. У њој су, осим дућана, били смјештени и ханови и караван-сарај. У продужетку те улице налазио се локалитет Догана, што упућује на то да су се и на том мјесту некада налазили дућани, тј. да се Горња чаршија некада протезала и даље према југу. Доња чаршија се простирала дуж улице која се стрмо спушта од трга према некадашњем дрвеном мосту на Ћехотини поред Шехове џамије. Ова чаршија се некада у документима јавља и као Царска или Султан-чаршија. Стрми дио улице између трга (Пазаришта) и Пријеке чаршије се звао Прази (Прагови).
У Фочи је некада постојала и четврта чаршија, смјештена у Доњем пољу, у махали Атик-џамије, уз транзитни пут. Ова чаршија, ипак, није никада била посебно развијена, јер је служила само за снабдијевање околног становништва.

## Појединачни објекти и градитељске цјелине споменичке вриједности
У оквиру фочанске чаршије се налазе и појединачни објекти и градитељске цјелине које уживају заштиту и проглашени су националним споменицима:
- Царева џамија;
- Џамија Мехмед-паше Кукавице;
- Кади Осман-ефендијина (Шехова) џамија;
- Медреса Хаџи Мехмед-паше Кукавице;
- Караван-сарај Мехмед-паше Кукавице;
- Сахат-кула Мехмед-паше Кукавице;
- Чаршија — дућани и магазе.

### Царева џамија (Султан Бајезида Валије II џамија) у Фочи
Царева џамија се налази у Царевој махали у самом центру града Фоче, на простору између ријека Дрине и Ћехотине, а изнад некадашњег средњовјековног отвореног трга званог Пазариште. Царева (Султан Бајезида Валије II, 1483-1512) џамија, сходно просторно-тлоцртном рјешењу, припада типу једнопросторних џамија са четворострешним кровом и каменом мунаром.
Царева џамија у Фочи је запаљена, а мунара минирана у априлу 1992. године.

### Џамија Мехмед-паше Кукавице
Сходно тариху исклесаном у каменој табли, која се налазила узидана изнад улазних врата, џамија Мехмед-паше Кукавице је саграђена хиџретске 1165. (1751/1752) и била је посљедња џамија која је саграђена у Фочи.
Припадала је типолошкој групи једнопросторних поткуполних џамија са отвореним спољним тријемом.
Џамија Мехмед-паше Кукавице је минирана 28.5.1992. године: потпуно је срушена мунара, уништен ентеријер џамије, потпуно уништен спољни тријем са софама, запаљени су и потпуно уништени медреса, абдестхана и стан мудериса. Купола џамије се коначно обрушила у јесен 2002. године.

### Кади Осман-ефендијина (Шехова) џамија
Кади Осман-ефендијина или у народу позната као Шехова џамија налази се испод Пазаришта покрај некадашње Доње чаршије, у близини Горњег моста преко Ћехотине. Објекат се убраја међу споменике који се према својој архитектури издваја од уобичајеног типа џамија грађених на нашим просторима: њен тлоцртни облик је био издужен по попречној оси, улазна врата су била израђена од два комада љесковог дрвета; постојала су два михраба — један у унутрашњости објекта и један у спољној десној софи; мунара је била смјештена на лијевој страни од џамијског улаза.
Натпис на џамији, на каменој табли, величине 35x78 cm, узиданој над улазом у џамију, казује да је година изградње џамије хиџретска 1002. (1593/94).
Џамија је срушена у току рата 1992-95. године.

### Медреса Хаџи Мехмед-паше Кукавице
Ова медреса је најмлађа и посљедња медреса изграђена у Фочи. Довршена је 1758. године а била је смјештена поред саме оснивачеве џамије у Горњој чаршији, у виду крила, на лијевој страни џамијског дворишта, цијелом дужином од улице на сјеверозападу до џамије на сјевероистоку. Прије изградње ове медресе, у Фочи су постојале барем још двије медресе, али су обје пропале прије изградње Мехмед-пашине медресе. Мехмед-пашина медреса, саграђена, свакако, одмах послије џамије, у своје вријеме била је једина таква установа у Фочи.

### Караван-сарај Мехмед-паше Кукавице
Један од мањег броја сачуваних објеката овог типа у БиХ представља и караван-сарај у Фочи, који је прије 1758. године саградио Мехмед-паша Кукавица, османски феудалац, поријеклом из села Попа у Сутјесци, чијим средствима је саграђена и оближња џамија и Сахат-кула.
Овај караван-сарај, који носи назив и „Велики хан“, типичан је примјер групе ханова без дворишта, правоугаоне основе и врло једноставне диспозиције. У приземљу се налазила једна велика коњушница, а са лијеве и десне стране од улаза по једна магаза за робу коју су путници или продавали или куповали. Уз главни улаз у коњушници налази се степениште које води у централни хол на првом спрату око ког су поређане спаваће собе. На једној ужој страни хола била је смјештена просторија за умивање и тоалети.

### Сахат-кула Мехмед-паше Кукавице
У непосредној близини џамије и других задужбина Мехмед-паше Кукавице у Фочи налази се и његова Сахат-кула. С обзиром на то да не постоје писани трагови о изградњи овог објекта, може да се претпостави да је изграђен након 1758. године, јер се не помиње у вакуфнами Мехмед-паше Кукавице из те године. Сахат-кула је изграђена послије тог времена, али сигурно прије 1761. године, када је Мехмед-паша био прогнан из Босне и смакнут.

### Чаршија — дућани и магазе
Дућани и магазе били су носиоци готово цјелокупне привредне активности у чаршији. Дућани су служили и за производњу и за продају робе, а магазе су, углавном, служиле за ускладиштење, а ријетко за продају.
- Пријека чаршија састоји се од неправилних низова уситњених простора — дућана грађених лаким материјалима, у духу локалне градитељске традиције. Основна карактеристика свих дућана је њихова чиста и наглашена конструкција. Сви покретни дијелови и фиксни испунски елементи били су дрвени, који се само на спратним објектима прекривају малтером.
- Дућани су мањи приземни објекти израђени од дрвета са покровом од ћерамиде. Низани су са обје стране улица и обично су били издигнути изнад нивоа улице. Били су отворени према улици и са предње стране затварали се са два дрвена капка, који чине дводијелни ћепенак. Горњи шири дио се подиже у хоризонталу и вјеша испод стрехе, а доњи отвара и полаже на конзолно испуштене подне греде. Доњи капак, када је дућан отворен, користи се за рад или сједење. Сви дућани су прављени малих димензија са намјером да све буде надохват руке. У радњу се није улазило, већ се трговина одвијала сједећи на ћепенцима.
- Магазе су масивнији објекти са каменим зидовима. Грађене су по узору на дућане у Дубровнику. Продајни простори су били у приземљу а изнад ње налазило се складиште. С циљем заштите од провале и пожара, прозори су заштићени демирима и капцима, а врата су израђена од кованог жељеза, и углавном су имали завршну профилацију — камени вијенац.

## Досадашња законска заштита
Рјешењем Завода за заштиту споменика културе и природних ријеткости Народне Републике Босне и Херцеговине сљедећи објекти су стављени под заштиту државе:
- Царева џамија у Фочи;
- Султан Фатимин гроб у Фочи;
- Џамија Мехмед-паше Кукавице;

Рјешењем Завода за заштиту споменика културе Народне Републике Босне и Херцеговине број 1962. године објекат Цареве џамије у Фочи са гробљем је био уписан у регистар непокретних споменика културе.
Просторним планом Босне и Херцеговине до 2002. године сљедећа добра су била евидентирана:
- урбана цјелина Фоче (чаршија, 3 џамије, хан, сахат-кула, два надгробна споменика уз џамију, турбе) као споменик И категорије;
- Царева џамија у Фочи као споменик I категорије;
- џамија Мехмед-паше Кукавице и Сахат-кула у Фочи као споменици II категорије;
- Кукавичин хан и дио медресе Мехмед-паше Кукавице у Фочи као споменици III категорије.

На Привременој листи националних споменика Комисије за очување националних споменика налазе се сљедећа добра:
- Царева џамија у Фочи/Србињу;
- Џамија Мехмед-паше Кукавице из Фоче/Србиња под називом „Остаци Кукавичије џамије“.

Комисија за очување националних споменика донијела је до сада сљедеће одлуке о проглашењу добара националним споменицима:
- Градитељска цјелина — Џамија и медреса Мехмед-паше Кукавице;
- Мјесто и остаци градитељске цјелине — Царева џамија (Султан Бајезида Валије II џамија);
- Мјесто и остаци историјског споменика — Шехова џамија (Кади Осман-ефендијина џамија) у Фочи;
- Историјски споменик — Сахат-кула Мехмед-паше Кукавице у Фочи;
- Историјски споменик — Хан Мехмед-паше Кукавице у Фочи.

## Истраживачки и конзерваторско-рестаураторски радови
Године 1953. вршени су радови на рестаурацији и адаптацији караван-сараја Мехмед-паше Кукавице. Овај објекат из 18. вијека је био дотрајао тако да су пројектанти били присиљени да скину комплетну конструкцију крова и спрата, те да је поново поставе, користећи армирани бетон у појединим дијеловима у унутрашњости објекта. Године 1978. почели су радови на изради Програма ревитализације Пријеке чаршије у Фочи, који су подразумијевали: снимање постојећег стања, одређивање зоне обухвата, историјска истраживања, прикупљање све доступне писане документације. Програм ревитализације је усвојен Одлуком Скупштине општине Фоча 1984. године, али није спроведен.